# Beirut (grup)
Beirut és un grup musical dels Estats Units creat inicialment per Zach Condon com a membre únic, i al qual més tard s'hi van afegir més membres per acabar formant un grup musical. La seva música combina elements de diferents estils musicals, principalment d'indie rock i world music. Actualment té quatre discos: Gulag Orkestar, The Flying Club Cup, The Rip Tide i No no no.

## Discografia

### Àlbums
- Gulag Orkestar (2006)
- The Flying Club Cup (2007)
- The Rip Tide (2011)[1]
- No No No (2015)[2]
- Gallipoli (2019)
- Hadsel (2023)
- A Study of Losses (2025)

### EPs
- The Guns of Brixton / Interior of a Dutch House (2006) – Calexico/Beirut 7″ split single
- Lon Gisland (2007)
- Pompeii EP (2007)
- Elephant Gun EP (2007)
- March of the Zapotec/Holland EP (2009)

### Àlbums recopilatoris
- Dark Was the Night: hi va contribuir amb la cançó Mimizan. El recopilatori es va fer en benefici de la Red Hot Organization.
- Red Hot+Rio 2: hi va contribuir amb una cançó versionada del tema O Leãozinho, de Caetano Veloso. El recopilatori es va fer en benefici de la Red Hot Organization.

### DVDs
- Cheap Magic Inside (2007)
- Beirut: Live at the Music Hall of Williamsburg (2009)[3]